# Sint-Veroonmars
De Sint-Veroonmars of Paasprocessie is een jaarlijkse soldatenprocessie in het Belgische dorp Lembeek. Deze processie gaat reeds sinds de vijftiende eeuw uit op paasmaandag ter ere van de patroonheilige van Lembeek, Sint-Veroon. 

## Beschrijving

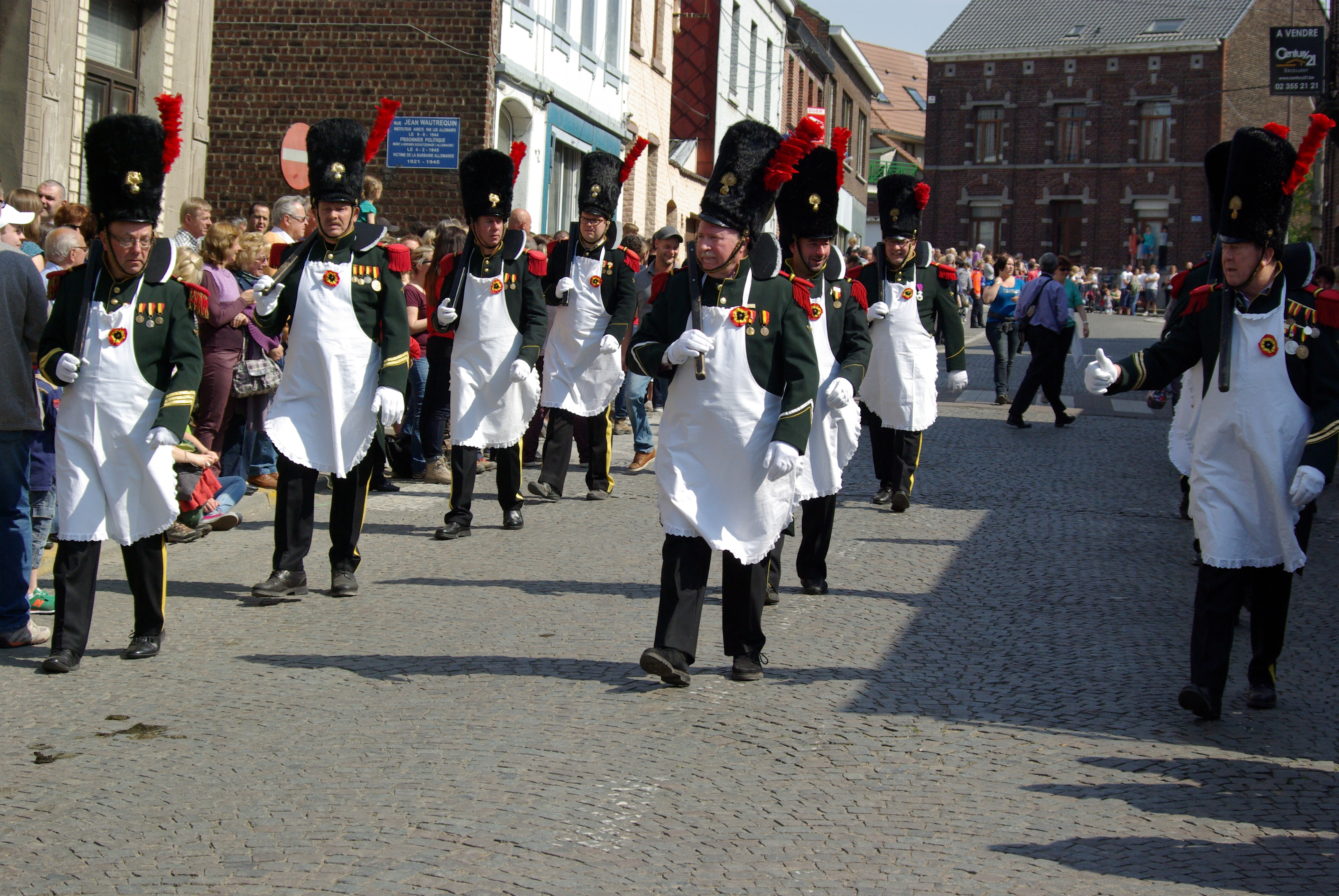
Soldatengroep tijdens de Sint-Veroonmars (2014).

Vijf groepen begeleiden het zilveren reliekschrijn van de heilige Veroon tijdens een tocht van 18 km. De mars zelf telt naast een grote groep van sympathisanten en bedevaarders zo'n 500 deelnemers.
Op paasmaandag verzamelen de deelnemers zich om twee - drie uur 's nachts wanneer de soldatengroepen (de zogenaamde Paassoldaten) de "reveille" blazen. Ze doen dit in de verschillende wijken en op de voornaamste kruispunten van Lembeek. Vervolgens verzamelen ze aan het oud-gemeentehuis waar ze vaandels en medailles uitreiken aan verdienstelijke leden. Daarna beginnen ze aan de dagtocht waarbij elke groep zijn eigen traject volgt.

#### Het traject
De optocht doet zowel plaatsen in Vlaanderen als in het naburige Wallonië aan: van Lembeek gaat het richting Wallonië waar de gemeenten Clabecq en Tubize worden aangedaan. In Clabecq is er omstreeks het middaguur een plechtige intocht in het dorpscentrum en ook in Tubize is er een halteplaats in de parochiekerk. Van Tubize gaat het richting Hondzocht (gehucht van Lembeek) op de grens met de buurgemeente Saintes. Via de Edingensesteenweg gaat het opnieuw richting Lembeek-centrum voor de plechtige intocht van de stoet en wordt ook nog even het grondgebied van Halle betreden.
Op het traject bevinden zich verschillende kapelletjes gewijd aan Sint-Veroon. Op bepaalde plaatsen ontmoeten de verschillende groepen elkaar. De buurtbewoners langsheen het traject vergasten traditiegetrouw de deelnemers op een natje en een droogje. Een niet te vergeten detail is dat deze processie bij elk kapelletje stopt, waar voor alle bedevaarders gratis jenever, en soms ook gehaktballen en paaseieren, te krijgen zijn.
Omstreeks 18u bereikt het schrijn opnieuw het centrum van Lembeek, waar het onder militaire begeleiding opnieuw de parochiekerk wordt binnengedragen.

#### Erkend immaterieel erfgoed
Op 25 juni 2019 nam toenmalig Minister van Cultuur Sven Gatz, de Sint-Veroonmars van Lembeek op in de Inventaris Immaterieel Cultureel Erfgoed Vlaanderen.

#### Sint-Veroonmars tijdens de coronacrisis
In 2020 kon door COVID-19-maatregelen de optocht uitzonderlijk niet plaatsvinden. Ter vervanging werd een virtuele optocht gehouden.
Ook in 2021 was dit het geval. Wederom werd er een digitaal alternatief bezorgd. Sinds 2022 gaat de mars weer door.

## De groepen
Er gaan ook enkele Lembeekse verenigingen mee met het schrijn, zoals de KWB, de Chiro en de tafeltennisvereniging. De traditionele groepen zijn naast de kasdragers, de vier soldatengroepen.

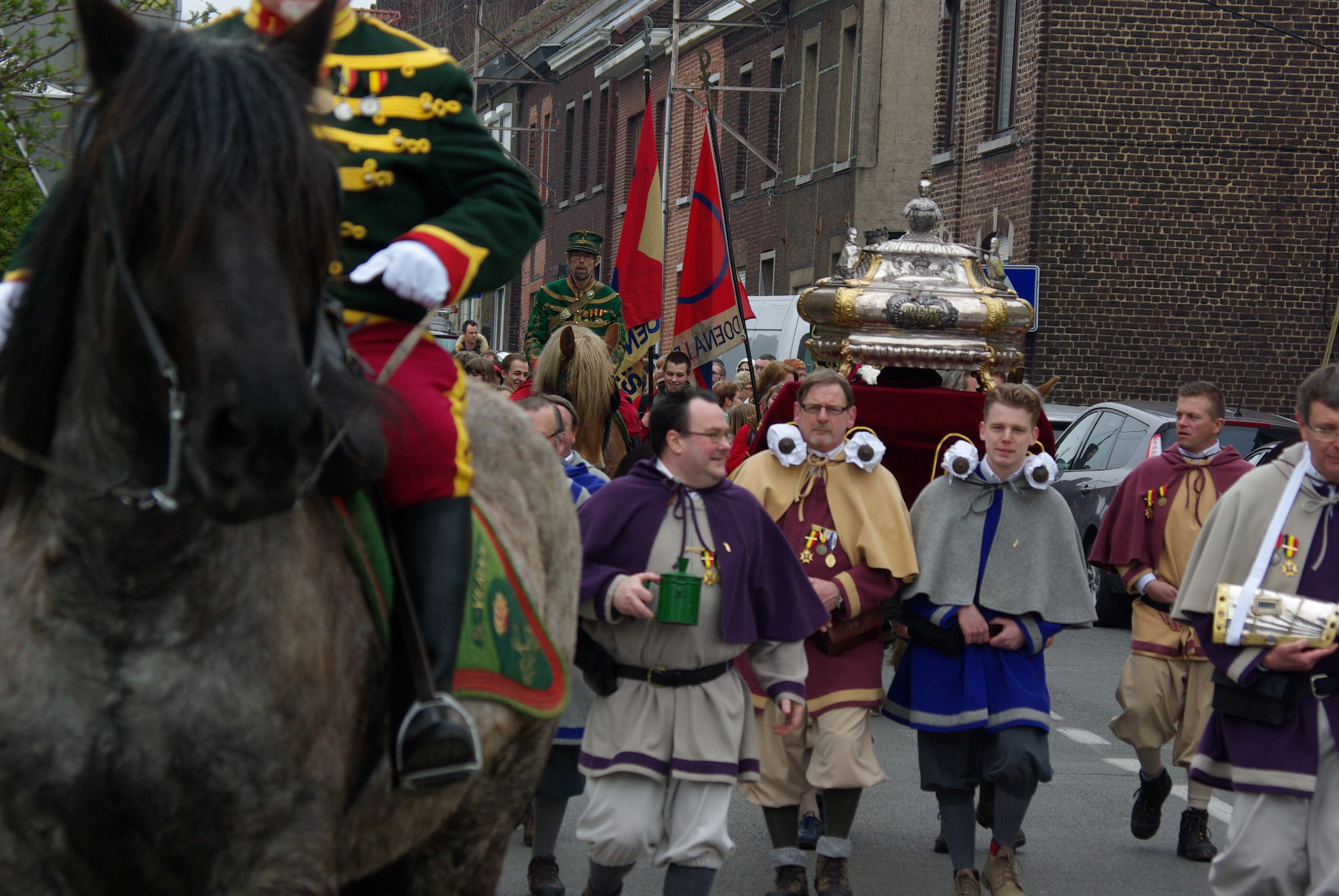
Kasdragers met het reliekschrijn van Sint-Veroon (2014).

### Kasdragers van Sint-Veroon
De kasdragers dragen het zware zilveren reliekschrijn op hun schouders langs de gemeentegrenzen van Lembeek. De historische ommegang met het schrijn dateert van de vroege middeleeuwen. Het huidige schrijn van de heilige werd in 1767 ontworpen door goudsmid d'Hondt. Hiervoor werd hij toen 2.543 gulden, 17 stuivers en 1 dernier betaald. 
Onderweg worden de kasdragers beschermd door vier regimenten paassoldaten in historische soldatenuniformen: de cavalerie, de carabiniers (ook wel "de Jefkes" genoemd), de État-Major en de soldatenclub van de Congo (beter bekend als "de wittebroeken").

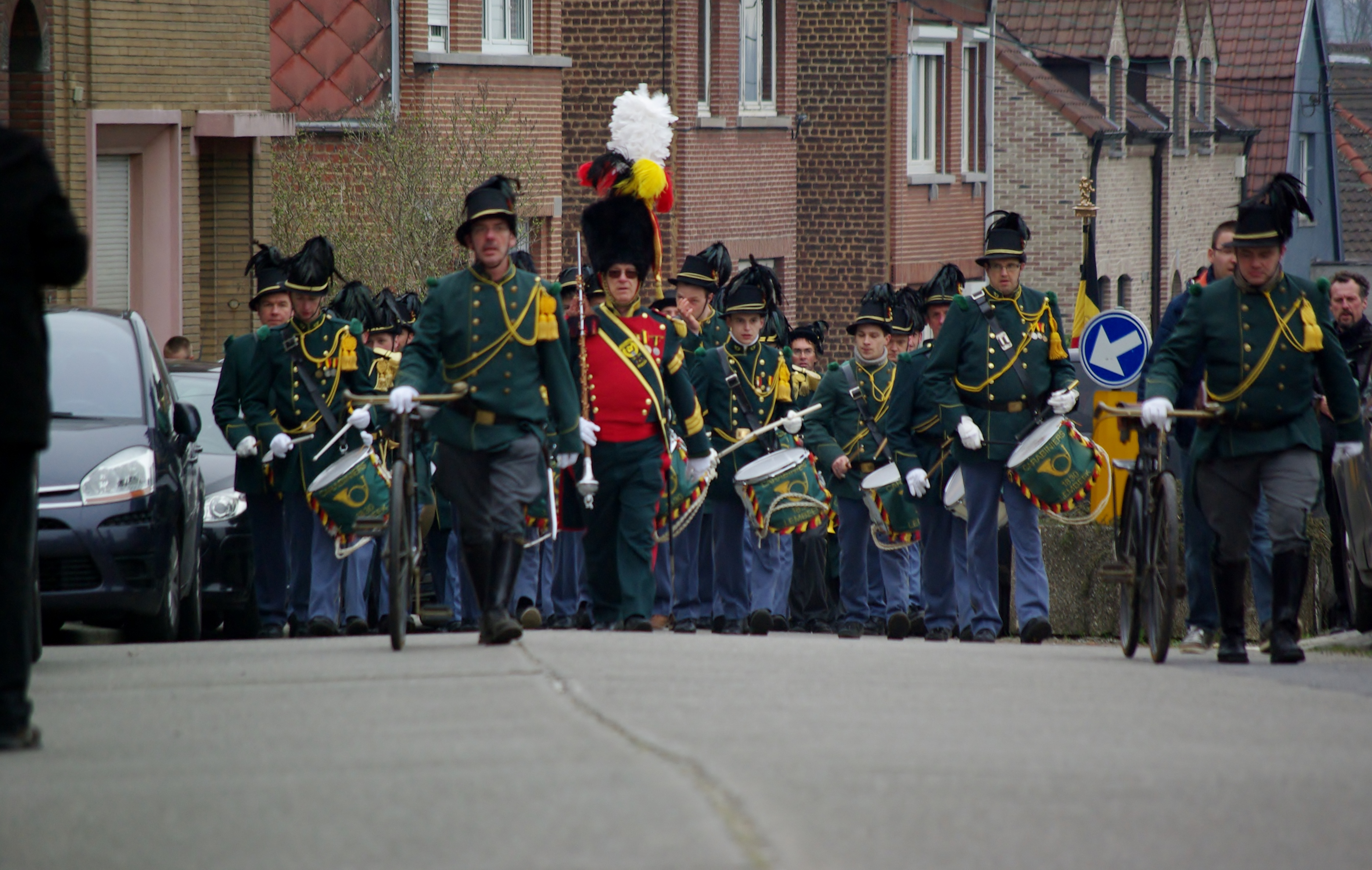
Soldatengroep Carabiniers, of de 'JEFKES' tijdens de Sint-Veroonmars (2014).

### Koninklijke Carabiniers 1830  - de 'JEFKES'
Deze groep draagt het uniform van het '1ste Regiment Carabiniers ' naar het model van 1886.

### Koninklijke Soldatenclub Congo
Het gehucht Congo (Lembeek) paalt aan de gemeenten Clabecq en Tubize, wat meteen de traditionele aanwezigheid van een aanzienlijk aantal Walen in het regiment verklaart. De groep draagt een uniform gebaseerd op het uniform van de Belgische Grenadiers en is ook wel gekend als de "wittebroeken".

### Koninklijke Etat-Major
Deze groep bestaat uitsluitend uit een keur van zowat 40 officieren te paard, getooid in Belgische uniformen van gidsen, artilleristen en lansiers uit de jaren 1890 – 1914.

### Koninklijke Cavalerie
De Koninklijke Cavalerie is een groep van ongeveer 60 ruiters te paard in het uniform van het regiment 'Gidsen'.

## Galerij

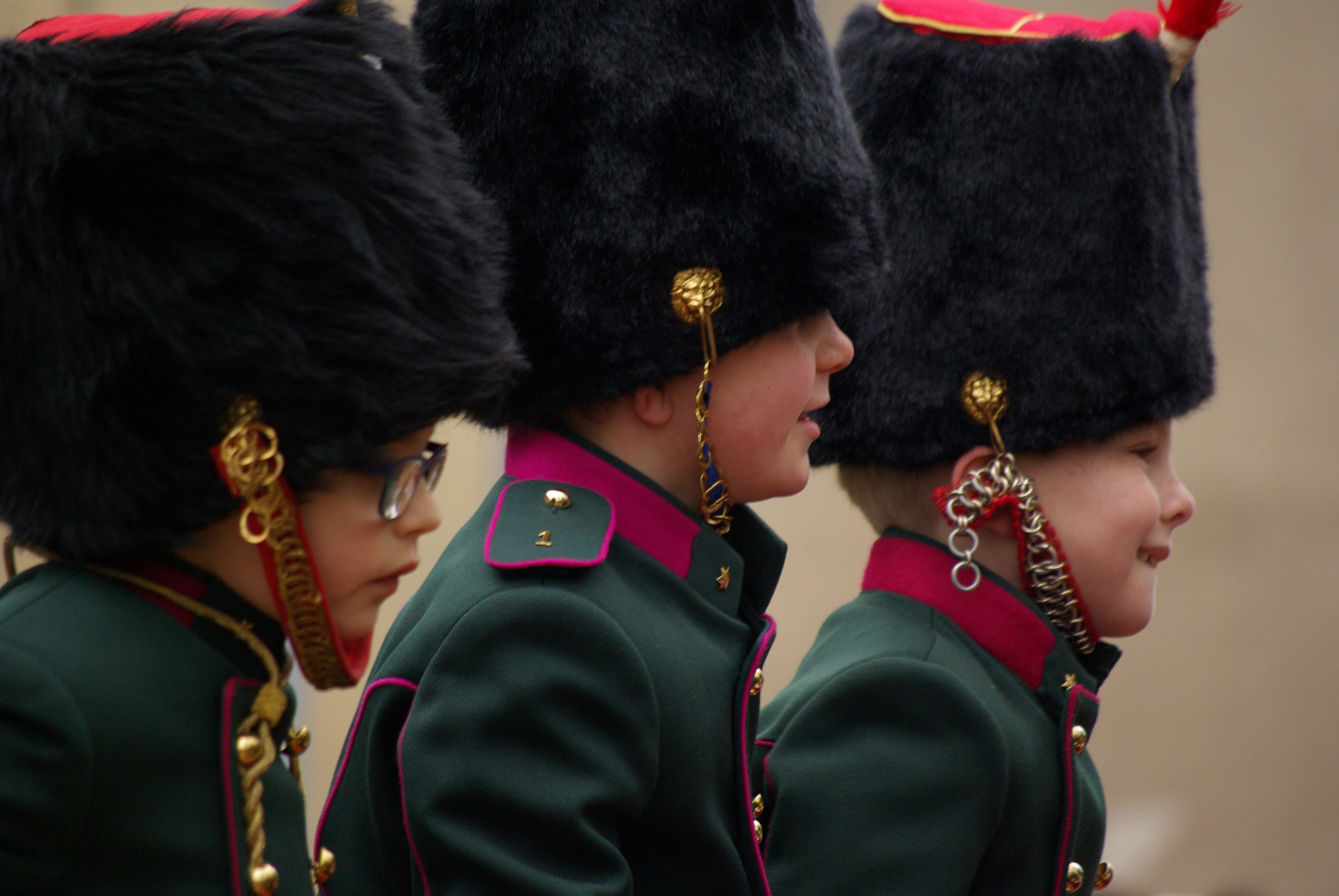
Sint-Veroonprocessie
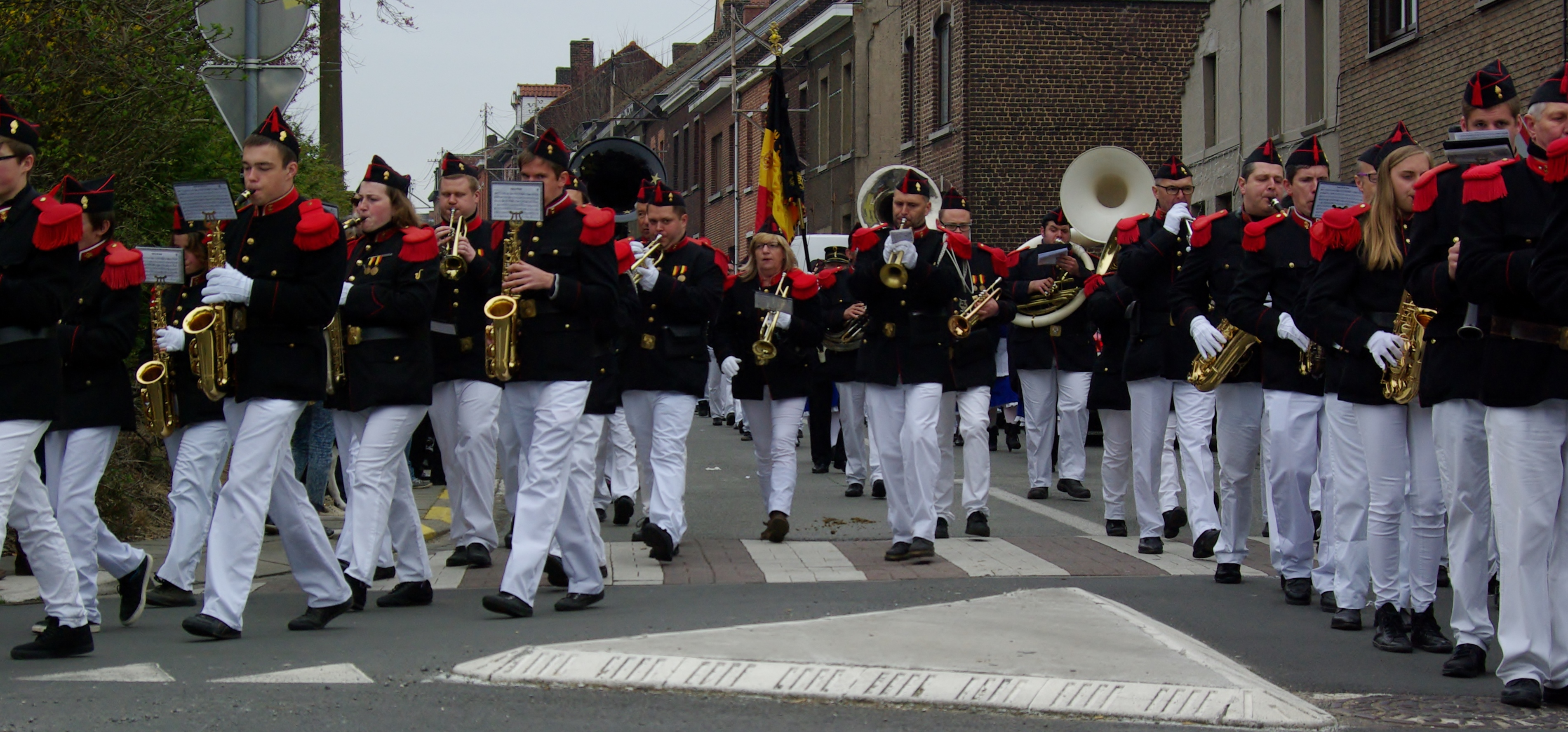
Sint-Veroonprocessie: soldatengroep Congo
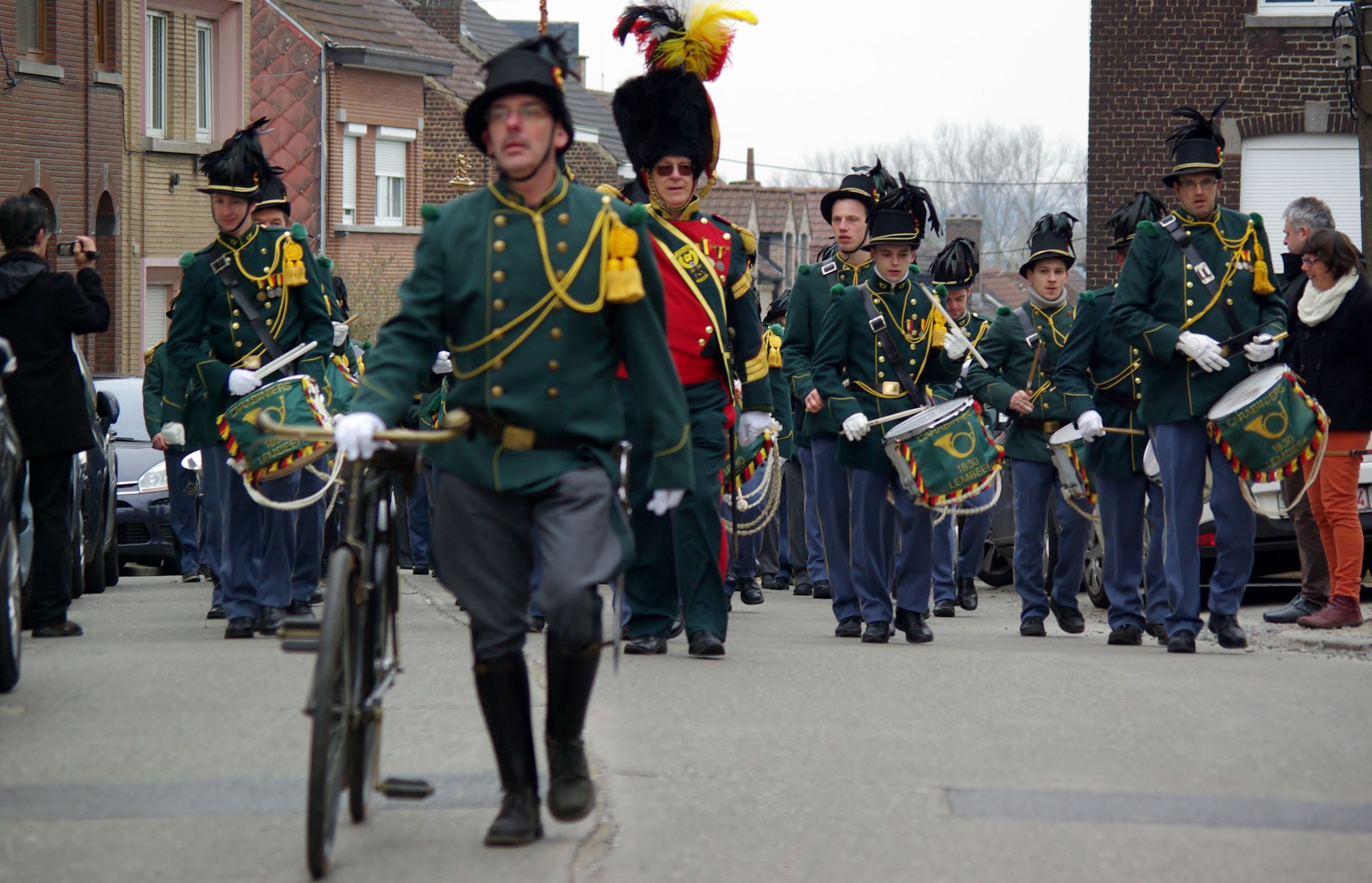
Sint-Veroonprocessie
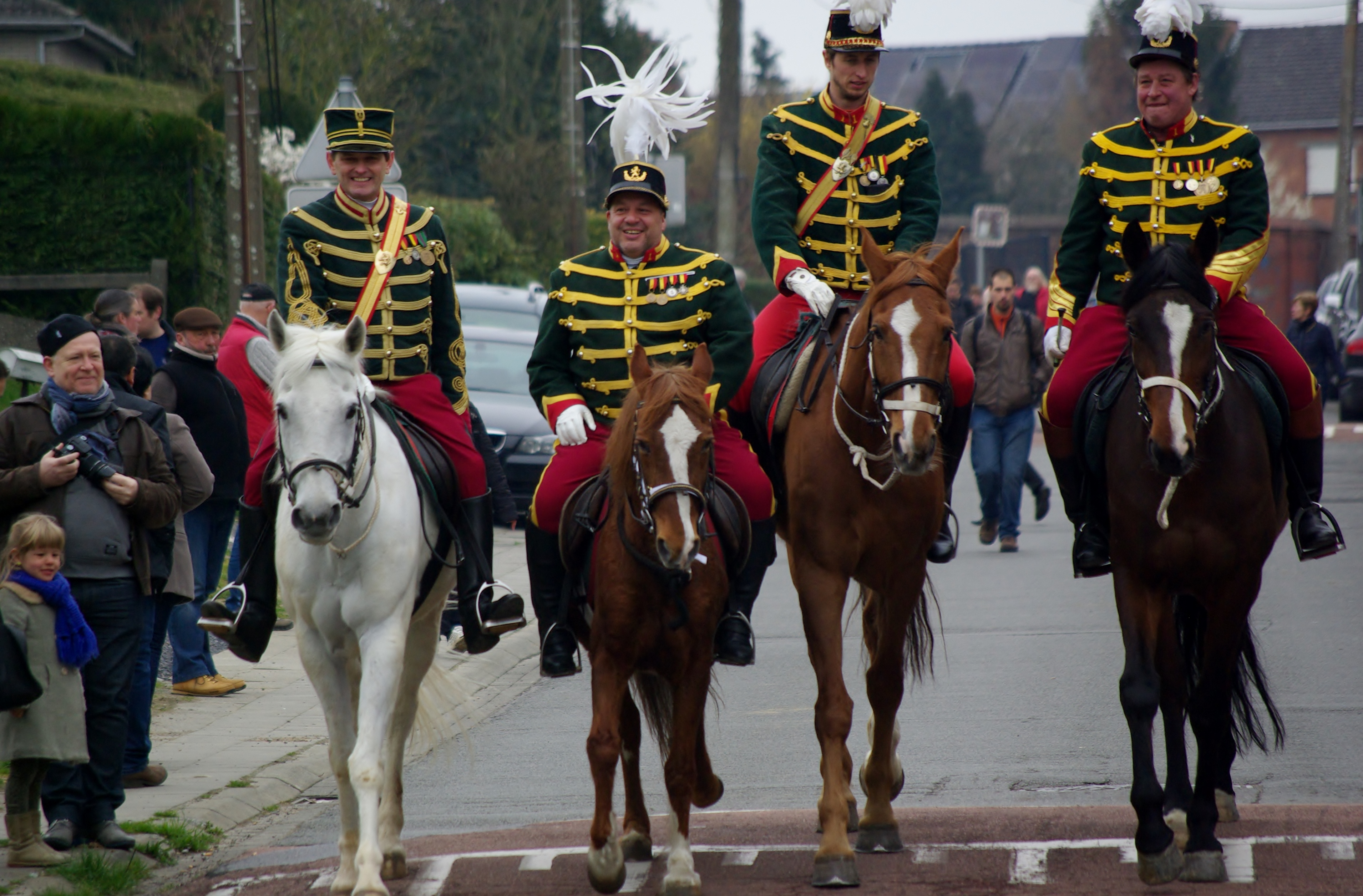
Sint-Veroonprocessie
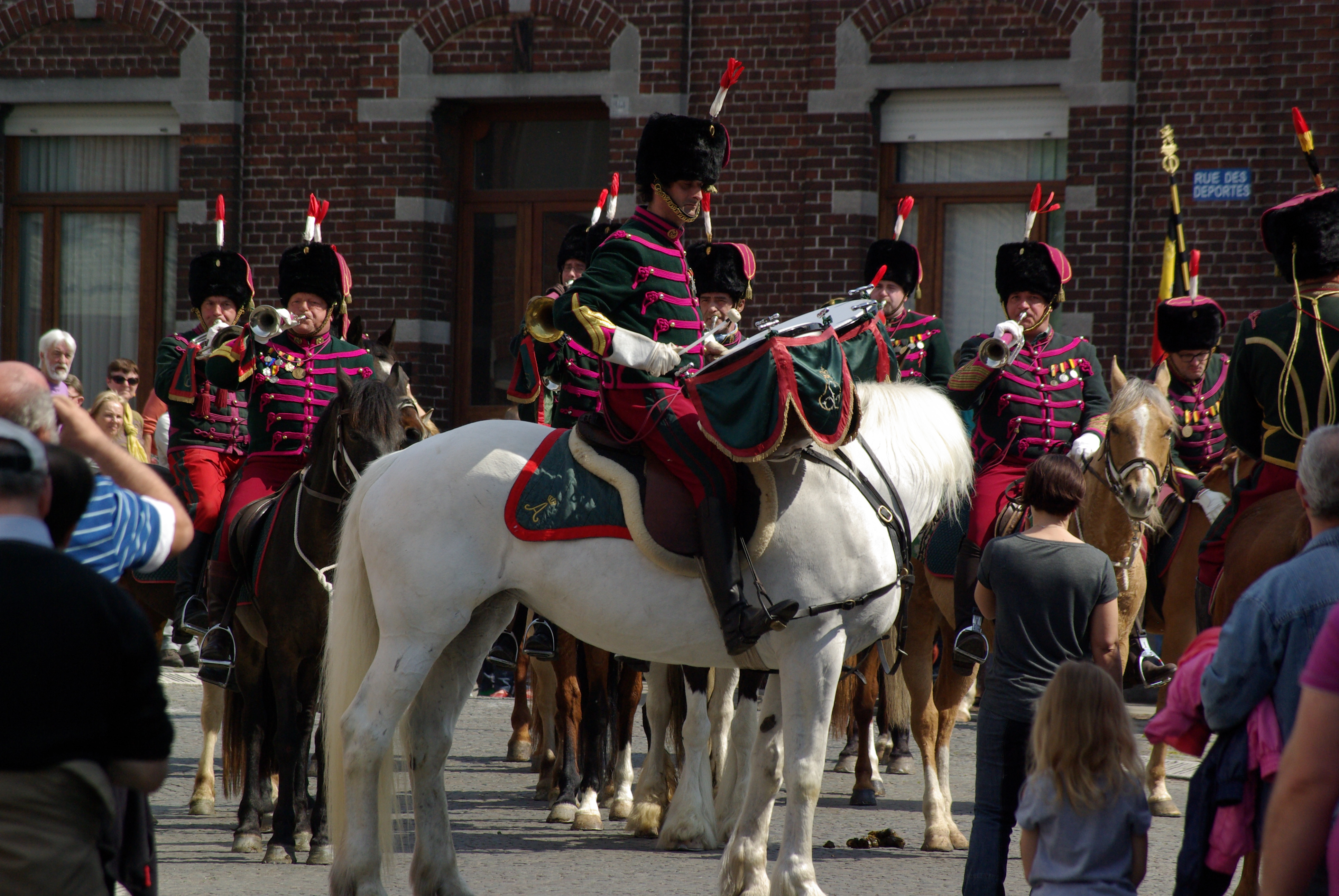
Sint-Veroonprocessie: soldatengroep Etat Major
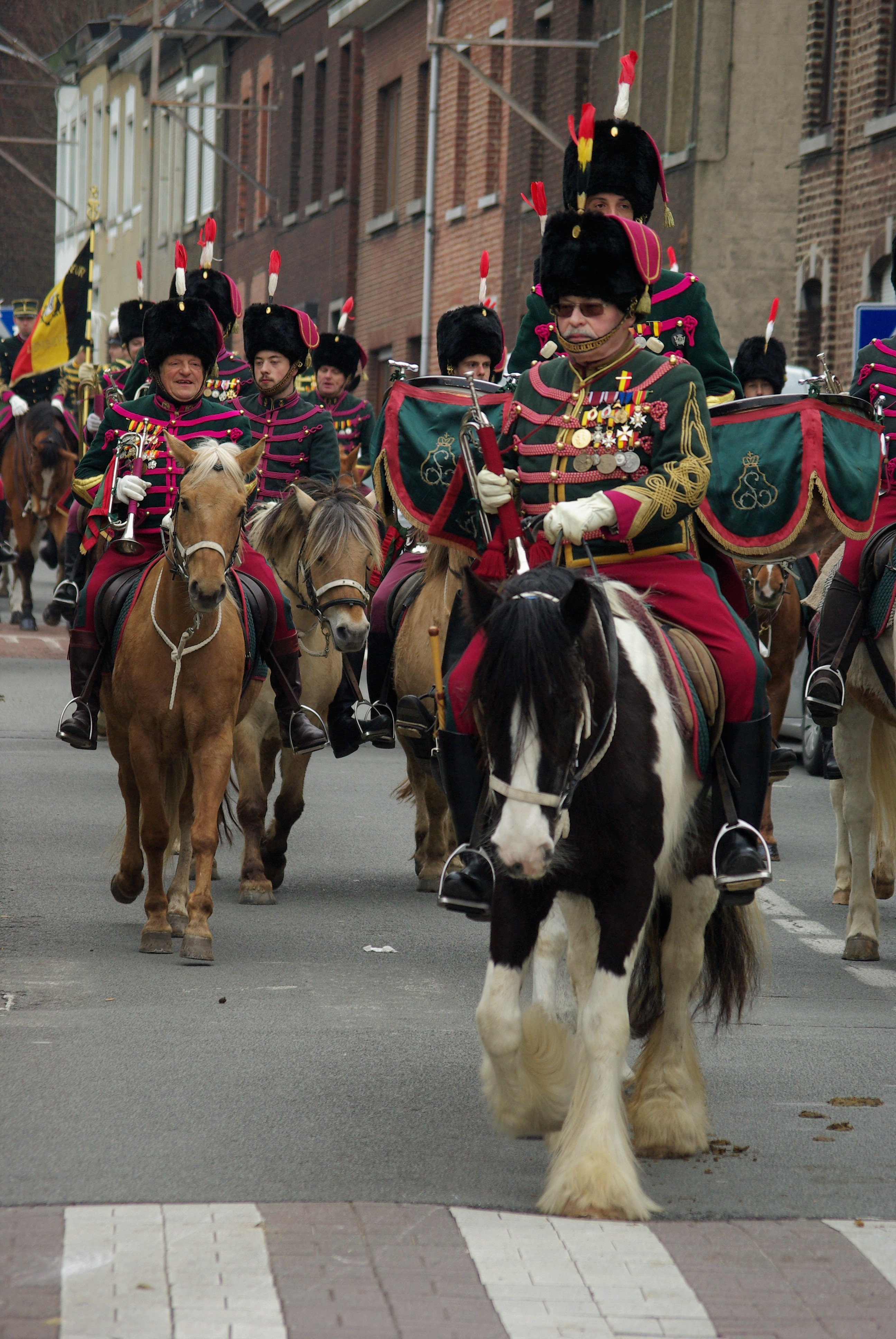
Sint-Veroonprocessie
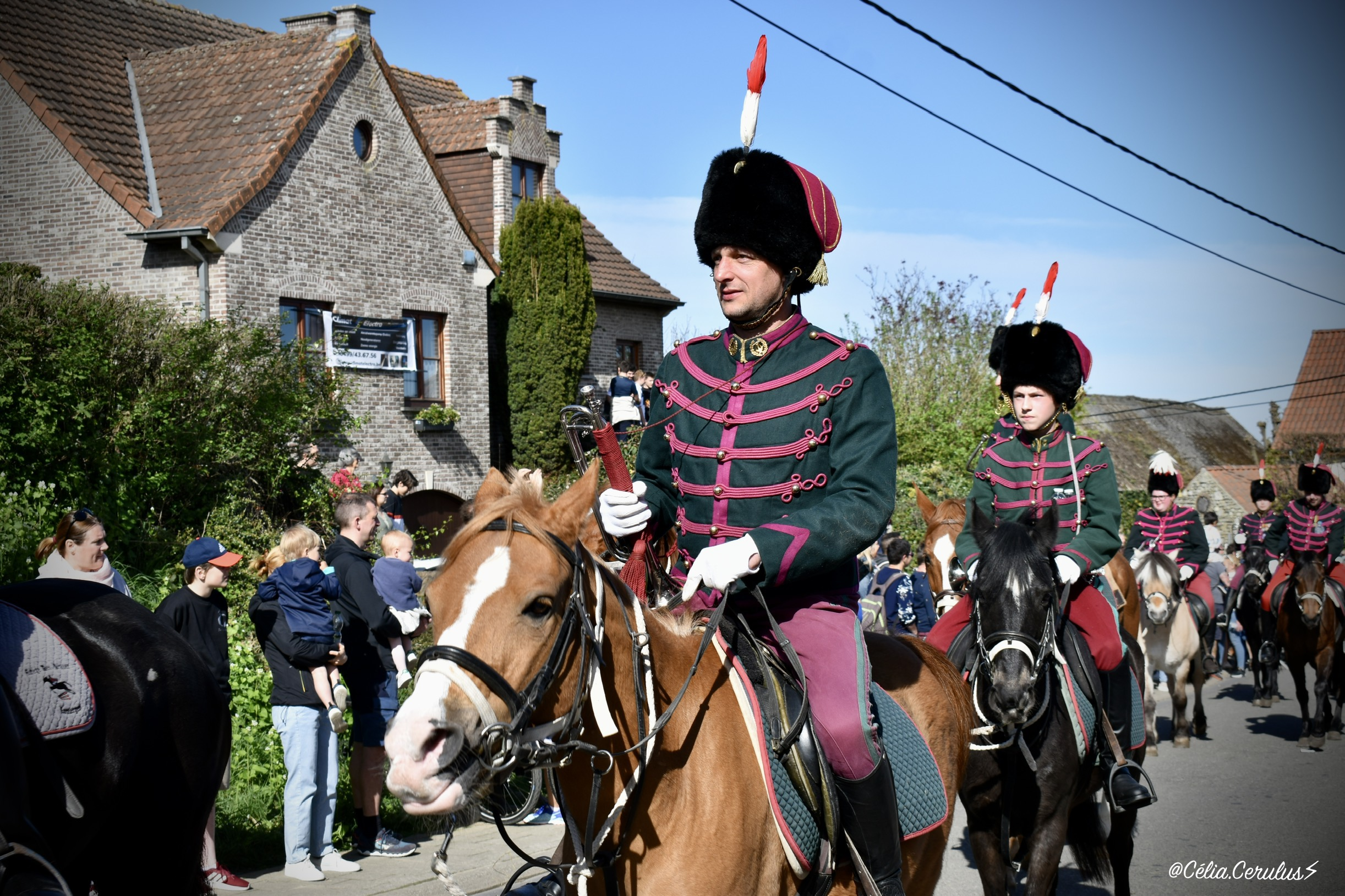
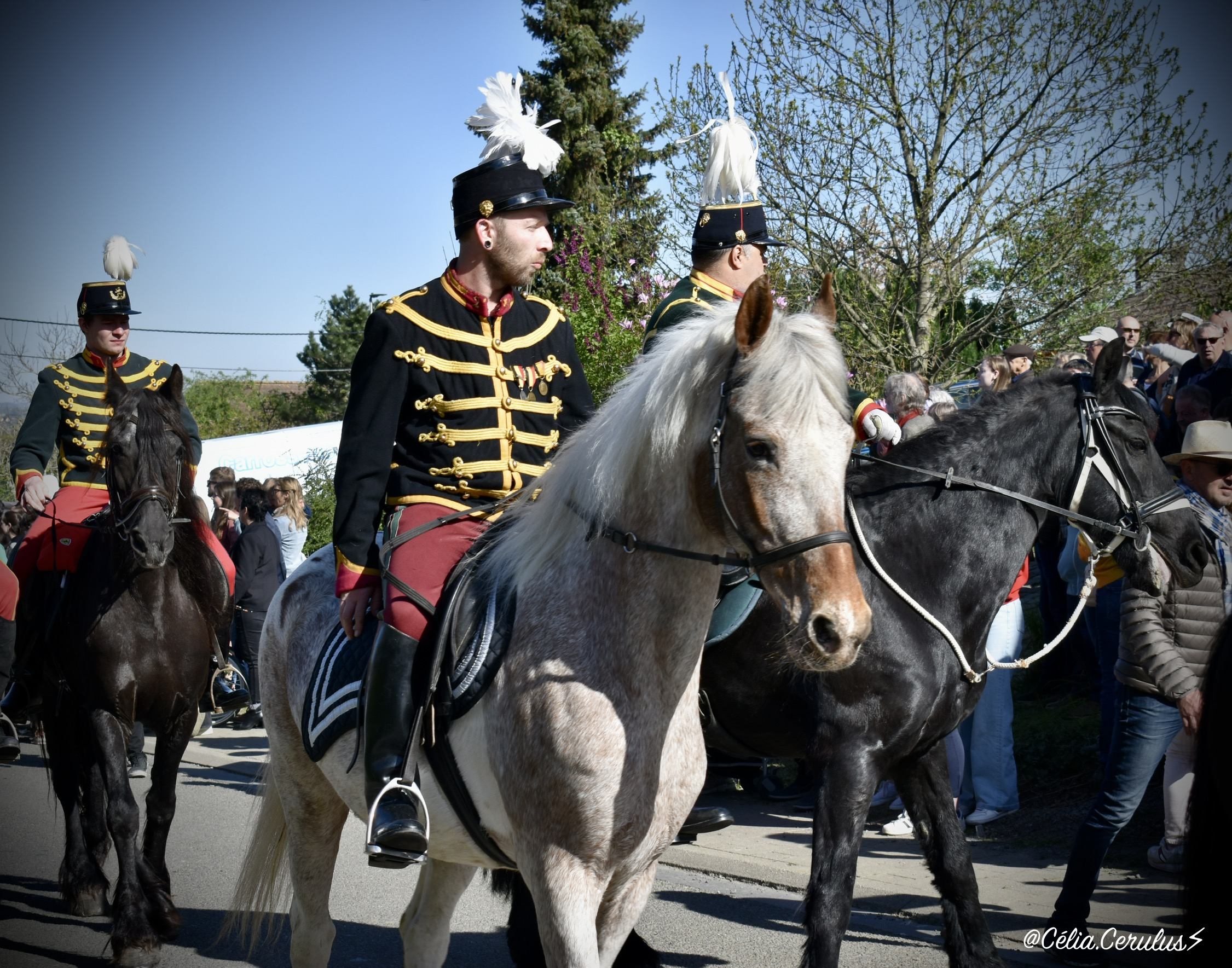
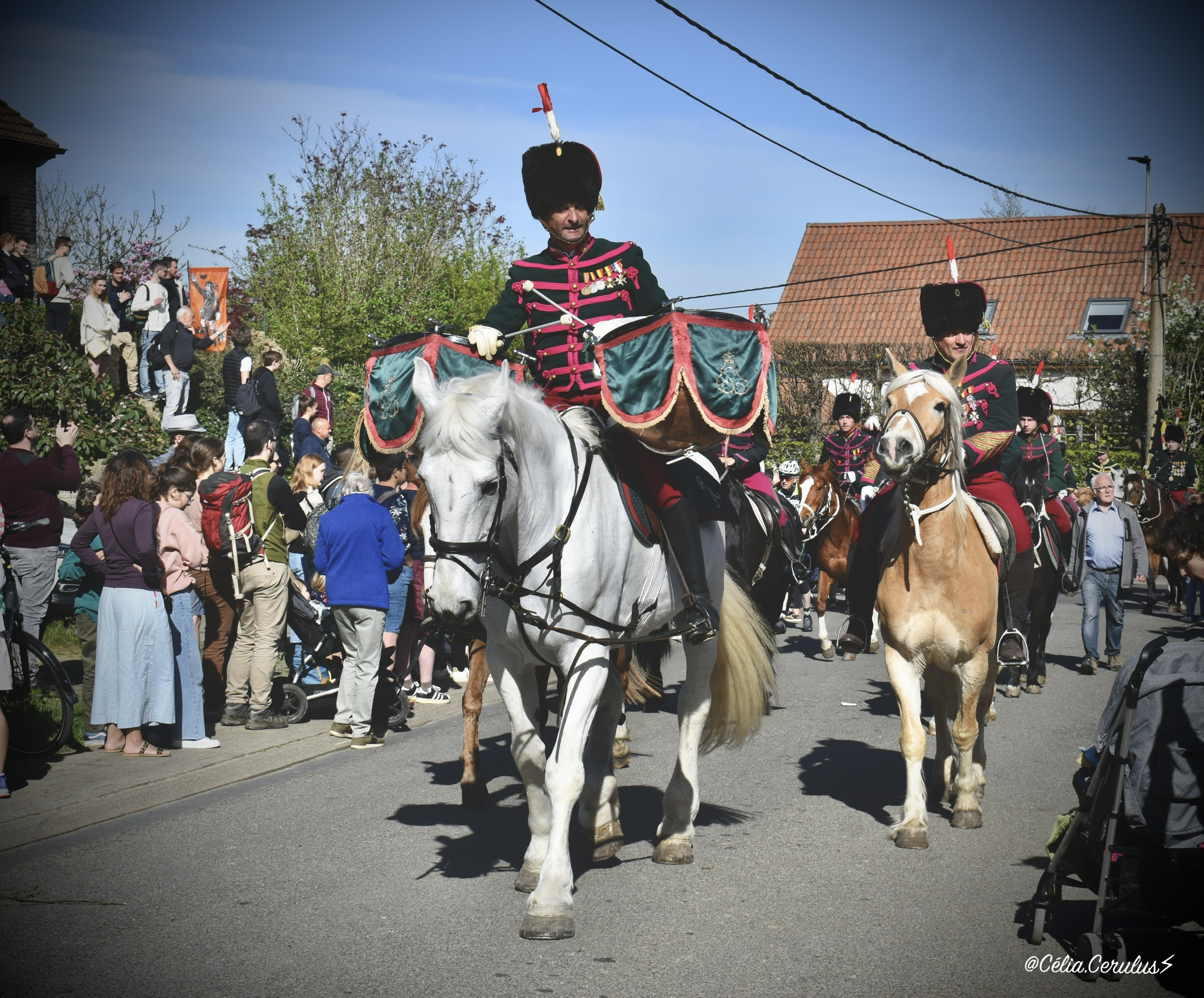
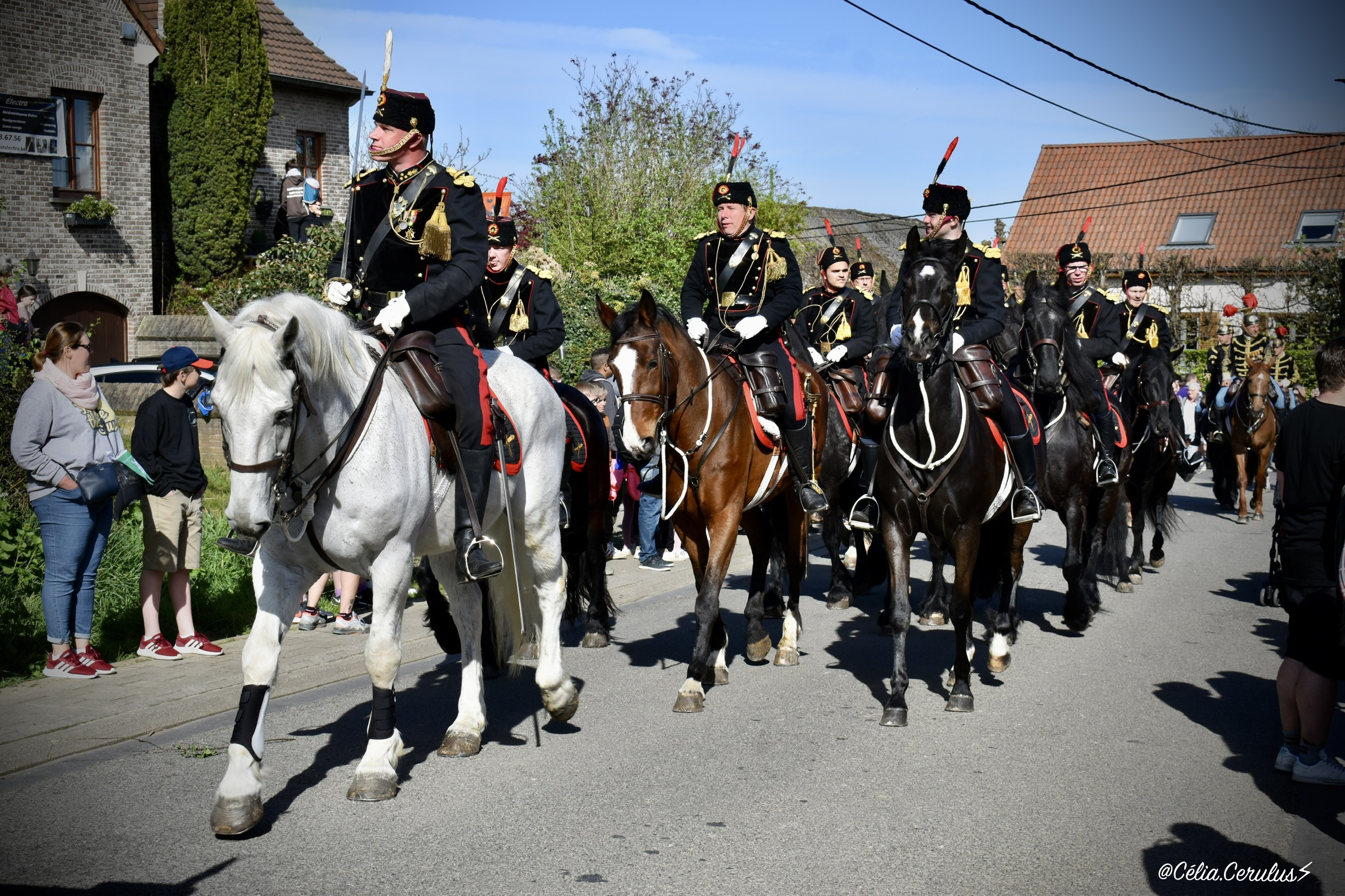
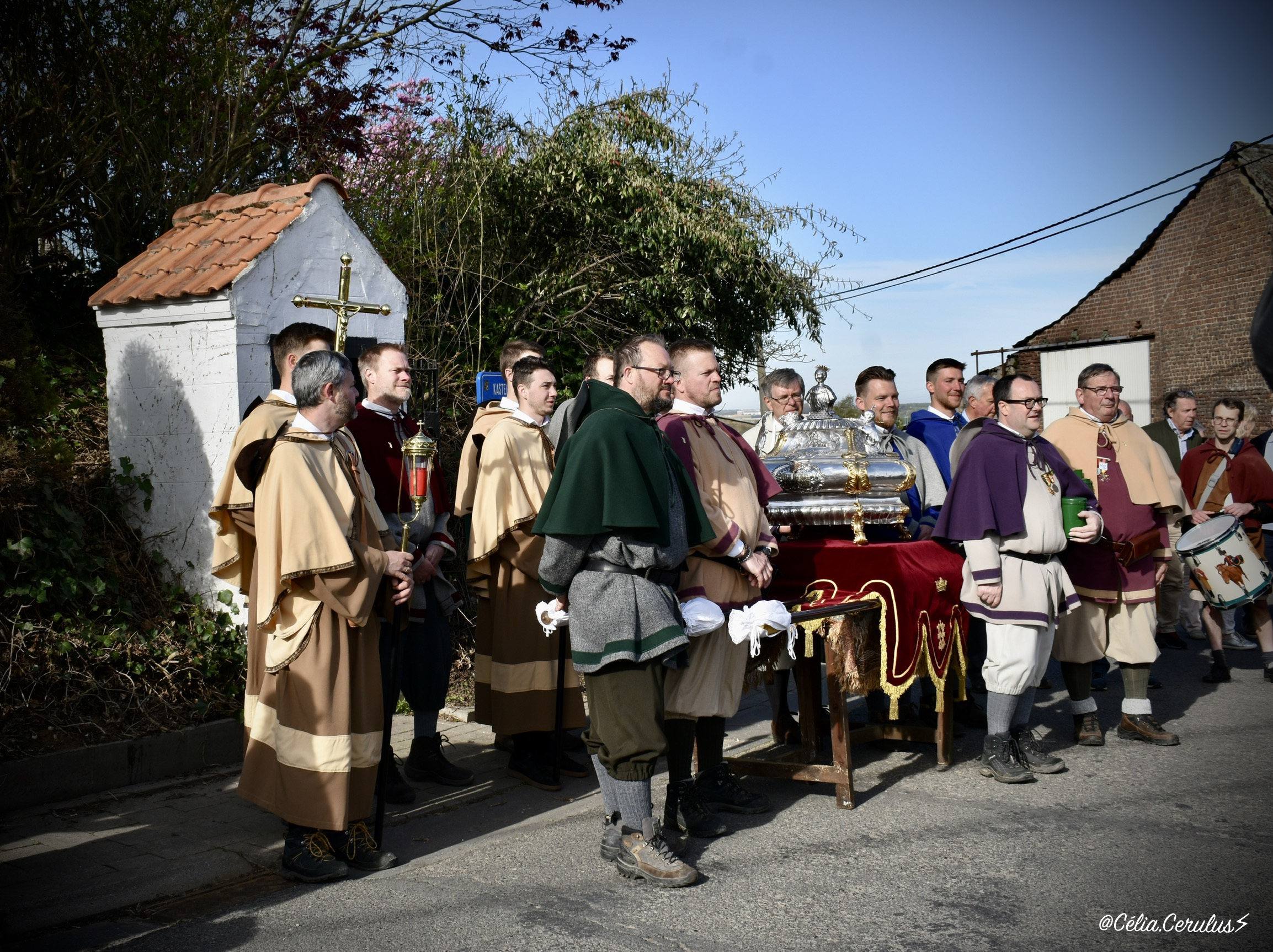
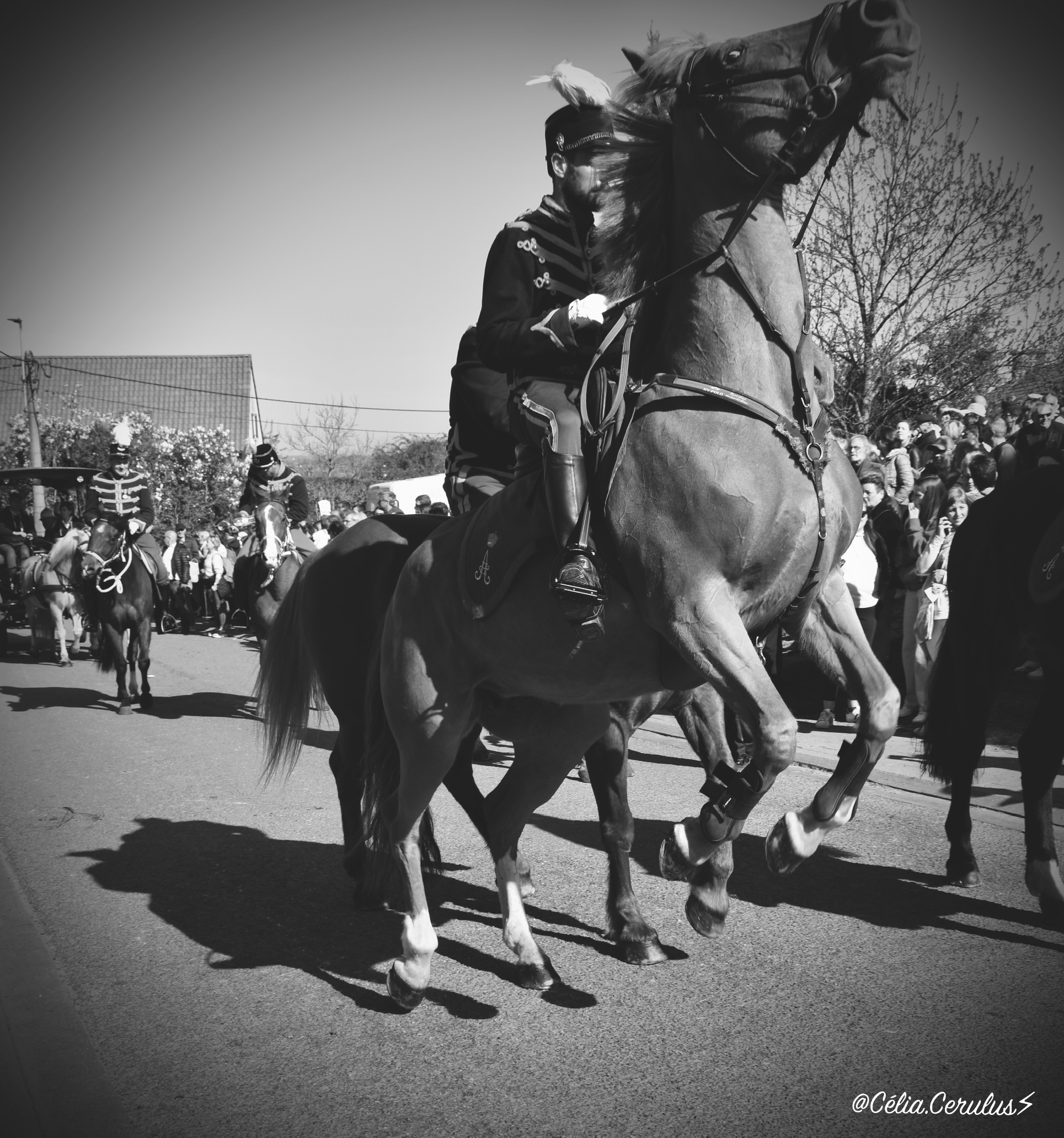
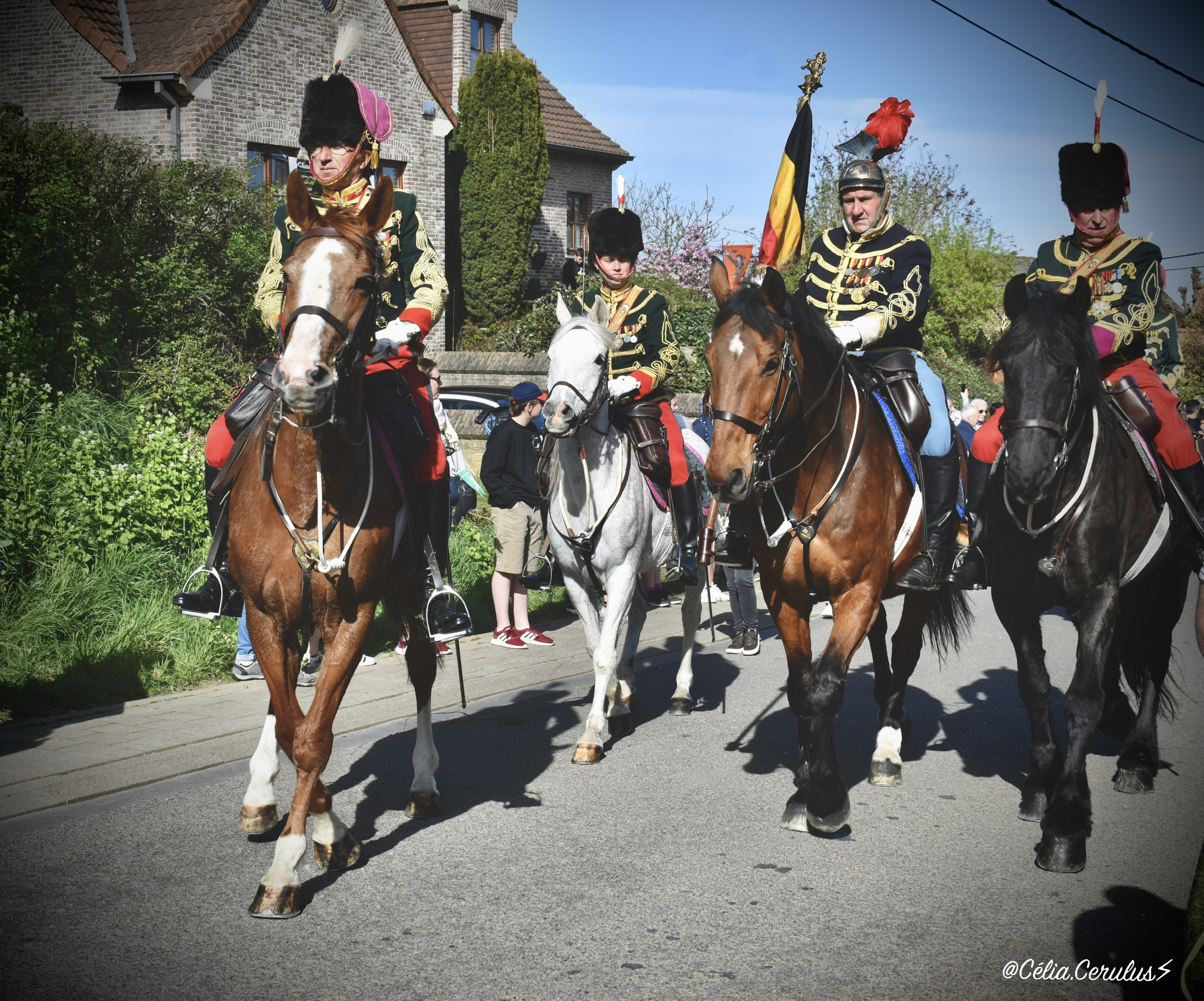
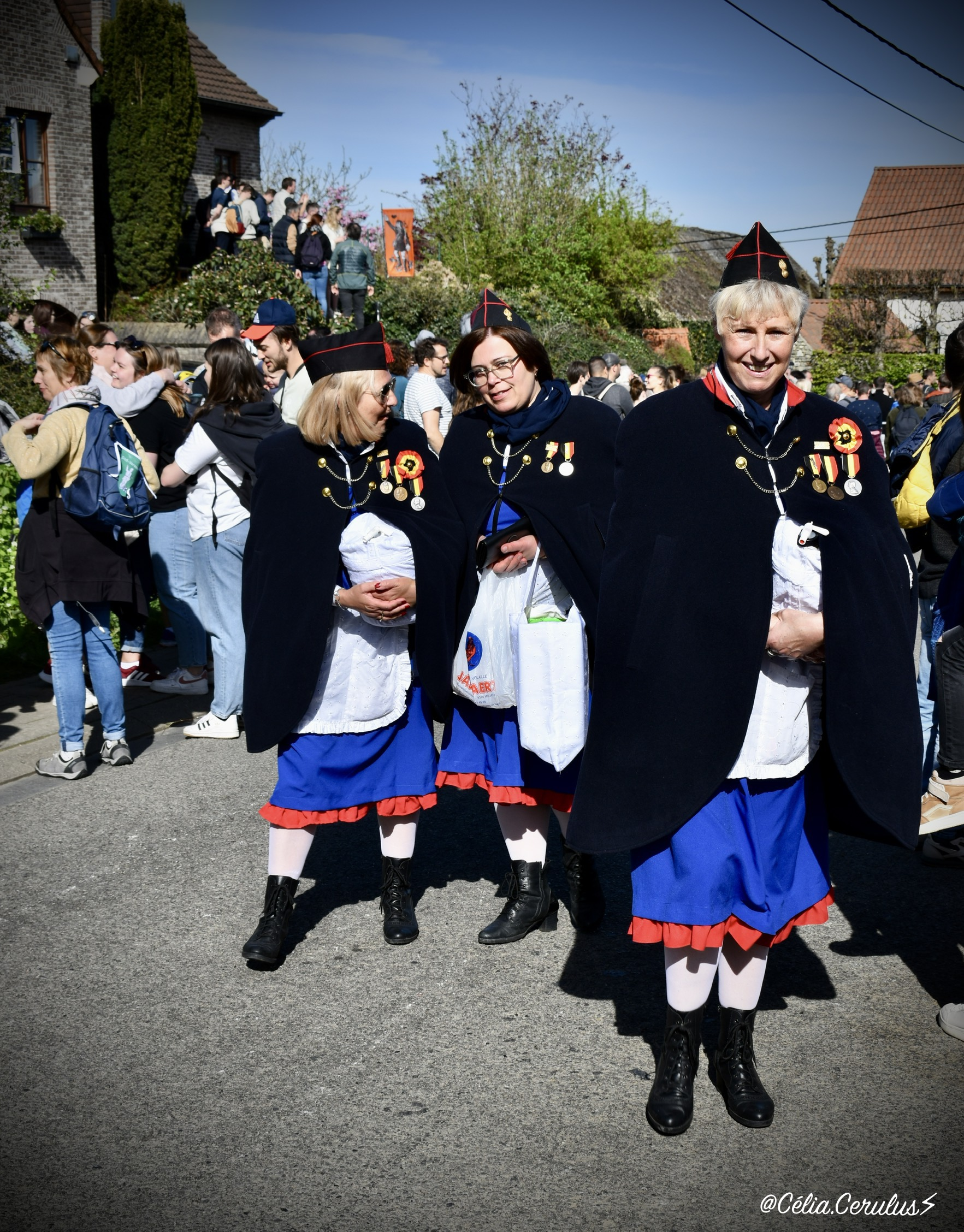
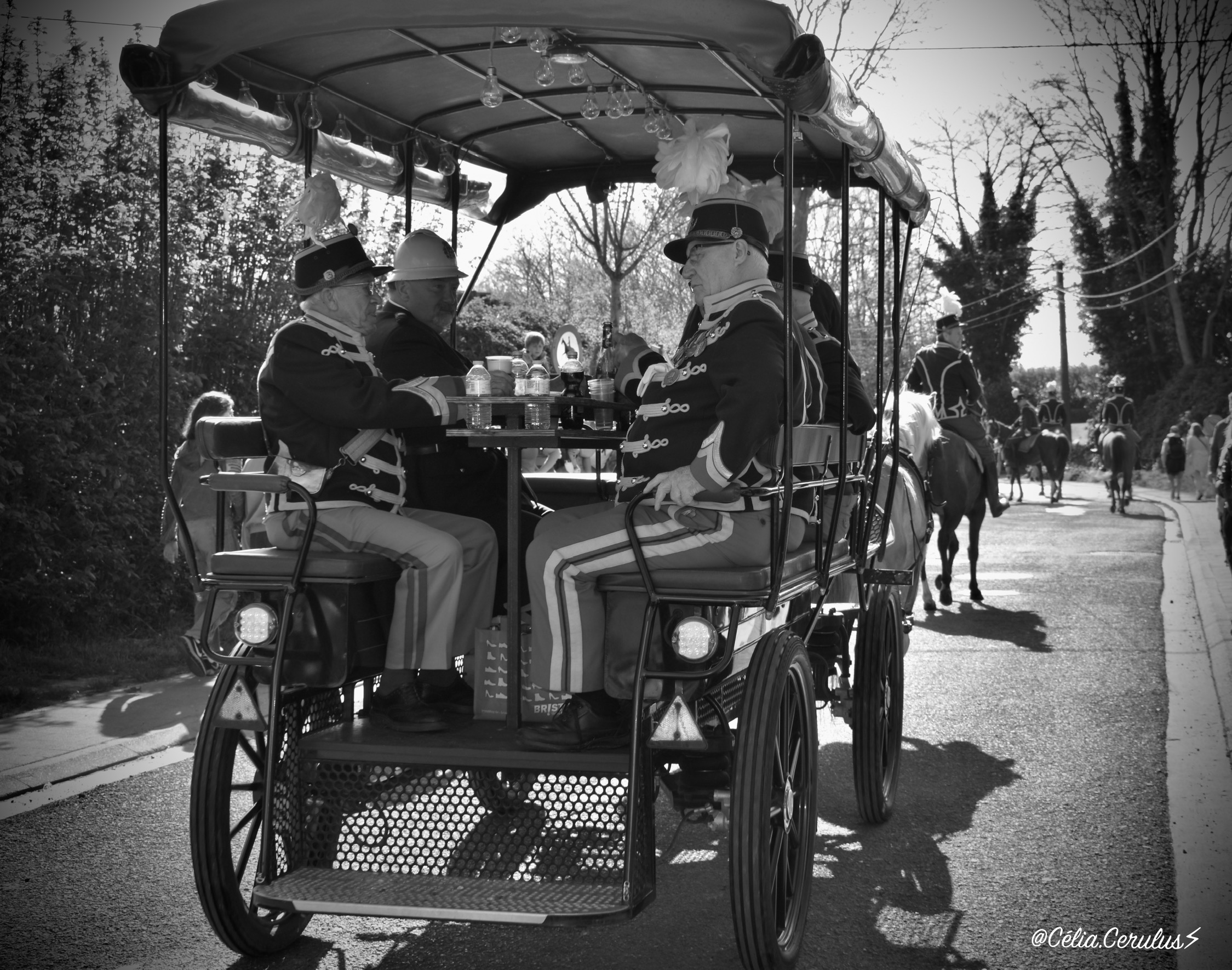

## De legende van Sint-Veroon
De legende wil dat Veroon een achterkleinzoon was van keizer Karel de Grote. Toen zijn ouders hem ongewild uithuwelijkten, belandde hij in Lembeek, waar hij een eenvoudig leven leidde als boerenknecht en in 863 overleed. Toen er na zijn dood een aantal onverklaarbare zaken gebeurden, werd hij heilig verklaard. Zo zou hij Lembeek van de pest bevrijd hebben.
Ook in 2020 hingen de inwoners van Lembeek tijdens de coronacrisis de vlag van Sint-Veroon uit.

## Links
- http://www.parochielemnbeek.be/veroon1.htm